# Brooke Harman
Brooke Harman (ur. 18 sierpnia 1985 w Orange) – australijska aktorka filmowa i telewizyjna.

## Filmografia
- 2003: Ned Kelly jako Maggie Kelly
- 2003: Powrót Lily jako Jamie
- 2002: Miłość mojej młodości jako Silvy Lewis
- 2002: Wyspy piratów jako Kate Redding
- 2001: Finding Hope jako Bonnie
- 2004–2005: W pogoni za szczęściem jako Bree Sanzaro
- 2000: Przyrodnia siostra z innej planety jako Jill
- 2000: Max Knight: Ultra Szpieg jako Lindsay
- 1999: Zatoka serc (Home and Away) jako Hope
- 1998: Misery Guts jako Tracy
- 1996: The Wayne Manifesto jako Rosie

gościnnie
- 2001–2006: Córki McLeoda jako Skye Harding
- 1998: Cena życia jako Tamara Morgan
- 1997: Prawo miecza jako Amalia
- 1995–2000: Nowe przygody Flippera jako Emma